# Tadeusz Matyjek
Tadeusz Józef Matyjek (ur. 1 czerwca 1935 w Grójcu) – polski polityk, rolnik, poseł na Sejm II i III kadencji.

## Życiorys
W 1958 ukończył studia na Wydziale Rolnym Wyższej Szkoły Rolniczej w Olsztynie. Zajął się działalnością w branży rolniczej. Pełnił funkcję posła II i (do 2000) III kadencji wybranego z listy Sojuszu Lewicy Demokratycznej w okręgu olsztyńskim. Prowadzi własną działalność w zakresie rolnictwa i ogrodnictwa.
Mandat w Sejmie utracił 17 lutego 2000 na skutek orzeczenia sądu kończącego postępowanie lustracyjne, prawomocnie uznającego go za tzw. kłamcę lustracyjnego. Był pierwszym polskim parlamentarzystą, wobec którego zapadło takie orzeczenie. W kwietniu 2007 Europejski Trybunał Praw Człowieka uznał, iż Polska nie zagwarantowała politykowi w dostatecznym stopniu prawa do obrony w toku procesu. Były poseł zapowiedział dążenie do wznowienia postępowania.
W 1992, będąc przewodniczącym działającej na rzecz ART rady Fundacji im. Michała Oczapowskiego, wydzierżawił od tej uczelni około 2 tys. hektarów ziemi wraz z pałacem w Łężanach. Po kilku latach kontrola Najwyższej Izby Kontroli wykazała, że kwota czynszu jest zaniżona i prowadzi do strat. Uniwersytet Warmińsko-Mazurski odzyskał sporne grunty w 2003 na skutek wyroku sądu.